# فرانك كلارك (لاعب كريكت)
فرانك كلارك (بالإنجليزية: Frank Clarke)‏ (8 أكتوبر 1936 في المملكة المتحدة - ) هو لاعب كريكت بريطاني. لعب مع نادي مقاطعة غلاموركن للكريكت ‏.

## وصلات خارجية
- فرانك كلارك على موقع إي آس بي آن كريك إنفو (الإنجليزية)